# Federico Sopeña Ibáñez
Federico Sopeña Ibáñez (Valladolid, 25 de gener de 1917 - Madrid, 22 de maig de 1991) va ser un historiador de l'art, musicòleg, filòsof i museógrafo. Prelat domèstic del Vaticà, també va ser director del Museu del Prado entre 1981 i 1983.

## Biografia
Fill de l'enginyer Mariano Sopeña Atienza i Asunción Ibáñez, va néixer a Valladolid, però la seva infància va transcórrer a Bilbao, on es va traslladar la seva família a l'any següent. Allí va rebre classes de piano mentre cursava estudis primaris al col·legi de Santiago Apòstol: «Tot el que he estat en música, a Bilbao li ho dec. Als cinc anys tocava un concert a quatre mans». Amb deu anys (1927) va marxar amb la seva família a Madrid i allí va cursar el Batxillerat i va continuar els seus estudis musicals. Posteriorment es va llicenciar i va doctorar en Dret i Filosofia i Lletres per la Universitat Complutense. Va passar la guerra civil en el front republicà. Va arribar a ser incorporat a l'exèrcit lleial a la República i va estar als fronts de Terol i Extremadura. Després de la guerra va concloure els seus estudis, va actuar en emissions de ràdio i va ser activista de Acció Catòlica i va exercir de crític musical al diari falangista Arriba (1939-1943) i a les revistes Escorial, Vértice o Tajo. Anys després col·laboraria en publicacions com Música, Arbor, Revista de Ideas Estéticas i Ritmo; en aquests anys va ser també Secretari de la Comissaria General de Música i va participar en l'organització de l'Orquestra Nacional d'Espanya.
El 1943 va ingressar en el Seminari de Vitòria i després a la Universitat Pontifícia de Salamanca; el 4 d'abril de 1949 es va ordenar sacerdot a l'església dels Pares Franciscans de Madrid. De 1949 a 1951 va estudiar Teologia a la Universitat Gregoriana de Roma i allí va ser vicerector de l'Església Espanyola de Montserrat (1949 i 1951) i capellà de l'Acadèmia Espanyola d'aquesta ciutat. També va dirigir l'Acadèmia Espanyola de Belles Arts a Roma (1977-1981). Sent rector de l'església de Santo Tomás de la Ciutat Universitària de Madrid (1953-1977) es va vincular a les postures més aperturistes del catolicisme de la seva època coincidents amb el Concili Vaticà II.
Va ser un bon amic de Joaquín Turina, Lola Rodríguez Aragón, José Forus i Joaquín Rodrigo. De 1951 a 1956 va ocupar la direcció del Conservatori de Madrid, on, així mateix, va ser catedràtic d'Estètica i d'Història de la Música durant més de trenta anys. Allí va promoure concerts, va inaugurar la fonoteca i va crear la revista Música. Va ser inspector dels conservatoris espanyols i en el curs d'aquestes funcions va planejar la reforma de l'ensenyament musical d'Espanya quan va dirigir la Comissaria General de Música del Ministeri d'Educació i Ciència (1971-72); va dimitir de la seva càtedra d'Estètica i Història de la Música a conseqüència de la crisi política que va provocar el cessament del seu amic, el ministre Joaquín Ruiz-Giménez. L'1 d'abril de 1958 va ser nomenat acadèmic de número de la Reial Acadèmia de Belles Arts de Sant Ferran i al maig de 1969 el van nomenar secretari d'aquesta institució, càrrec que va exercir fins a 1977, sent-ne després director interí fins que fou ratificat en el càrrec el 1988, que va exercir fins a la seva mort el 1991. De 1960 a 1966 va ser crític musical del diari ABC (1960-1966) i de Ya (1967-1971, i 1975-1976), i després va col·laborar també al Diario Castilla de Valladolid, a la Hoja del Lunes (1976) i als diaris Informaciones i El País. El 1963 inicià un programa religiós diari, "Buenos días, Señor", a Radio Madrid, que va obtenir el premi Ondas (1965) al programa religiós més destacat de l'any. En aquest mateix any el papa Pau VI li va concedir el títol de prelat domèstic i el tractament de "monsenyor". Al costat de Pedro Laín Entralgo i Federico Mayor Zaragoza va fundar a París l'Acadèmia Europea de Ciències, Arts i Lletres i va propiciar l'entrada a l'Acadèmia de compositors i artistes com Cristóbal Halffter, Antón García Abril, Luis de Pablo, Gustavo Torner, Manuel Rivera i Carmelo Bernaola.
En la postguerra hi ha qui considera que va hostilitzar a alguns músics vinculats a l'oposició al franquisme, com Ataúlfo Argenta, i que la seva carrera va ser un pur producte de la promoció falangista. En octubre de 1981 va substituir José Manuel Pita Andrade en la direcció del Museu del Prado, la qual cosa va comportar la dimissió del subdirector (Alfonso Emilio Pérez Sánchez), qui considerava que Sopeña no era la persona apropiada per al càrrec. Durant el seu mandat es van dur a terme diverses exposicions sobre la vida i obra de Bartolomé Esteban Murillo, es va constituir la Fundació Amics del Museu del Prado i es va crear el Gabinet Didàctic que serviria de suport per a les restauracions. Va ser destituït en arribar al govern socialista de Felipe González el 1983. Va ser membre del jurat del Concurs Internacional de Piano de Santander «Paloma O'Shea» (1982). Al juny de 1984 va ser nomenat president de la Federació Espanyola d'Amics dels Museus i el 15 de febrer de 1991 va rebre el Premi Castilla y León de les Ciències Socials i Humanitats, entrant al maig d'aquest mateix any a formar part del Patronat de l'Escola Superior de Música Reina Sofia promogut per la Fundació Isaac Albéniz. Va morir en aquest mateix any sent director de la Reial Acadèmia de Belles Arts de Sant Ferran. La seva biblioteca particular va servir per a la creació, el 1994, de la Biblioteca de la Fundació Marcelo Botín.
Va dedicar nombrosos estudis als músics espanyols, especialment a Manuel de Falla. Va ser el primer a publicar estudis sobre Gustav Mahler fora de l'àmbit cultural alemany. Va escriure dues autobiografies: Defensa de una generación (1970) i Escritos de noche (1985).

## Distincions
- Gran Creu de l'Orde Civil d'Alfons X el Savi (1977)[10]

## Obres
- Dos años de música en Europa (1942).
- Joaquín Turina, 1943; Madrid, Editora Nacional, 1956.
- Joaquín Rodrigo (1946); Madrid: Ministerio de Educación y Ciencia, 1970.
- Ed. de Manuel de Falla, Escritos. Madrid: Publicaciones de la comisaria general de la música (impr. de Editorial Magisterio Español), 1947.
- Segunda vida: diario y cartas Madrid: [s.n.], 1950.
- La misa del día entero Madrid, 1953.
- La música europea contemporánea: panorama y diccionario de compositores, Unión musical, 1953.
- Sermón de las siete palabras. Madrid: Ateneo, 1953.
- Mozart, Madrid: [s.n.], [1956].
- La música en la vida espiritual, Madrid: Taurus, 1958.
- Stravinsky (1958).
- Historia de la música española contemporánea (1958); Madrid: Ediciones Rialp, 1976.
- Introducción a Mahler (1960).
- La gracia en 33 revoluciones [Madrid P. P. C. Marsiega 1960].
- Notas sobre la vocación profesional Barcelona [etc]: Propaganda Popular Católica, 1960.
- La confesión, Madrid: Ediciones Rialp, 1962.
- Amor y matrimonio Madrid: Propaganda Popular Católica, [1962].
- Atlántida: Introducción a Manuel de Falla (1962).
- Amor y noviazgo (un mensaje a los universitarios) Madrid: Propaganda Popular Católica [Marsiega 1964].
- Las dos enseñanzas de la música, Madrid: Revista de educación, 1964.
- Música y antimúsica en Unamuno (1965).
- El réquiem en la música romántica, Madrid: Rialp, 1965.
- Historia crítica del Conservatorio de Madrid. Madrid: [Soler], 1967.
- Cuaresma y Semana Santa Madrid: Cid, [1968].
- Defensa de una generación [Madrid]: [Taurus Ediciones], [1970].
- Arte y sociedad en la obra de Pérez Galdós, Madrid: Gredos, 1970.
- Memorias de músicos. Madrid: Epesa, 1971.
- La música en el Museo del Prado Madrid: Dirección General de Bellas Artes, 1972.
- La música dentro de la sociología del espectáculo [Granada]: Universidad de Granada, 1972.
- El lied romántico. Madrid: Moneda y Crédito, 1973
- Música y literatura: estudios, Madrid: Rialp, 1974.
- Manuel de Falla y el mundo de la cultura española. Siete lecciones en el Instituto de España, cátedra Manuel de Falla, Madrid: Instituto de España, 1976.
- Pablo Casals, [Madrid: Servicio de Publicaciones del Ministerio de Educación y Ciencia], 1977.
- Historia de la música: en cuadros esquemáticos Madrid: Ediciones y Publicaciones Españolas, 1978
- El nacionalismo y el "lied", Madrid: Real Musical, 1979.
- La religión mundana según Galdós [Santa Cruz de Tenerife]: Cabildo Insular de Gran Canaria, [1979?]
- Picasso y la música (1982).
- Pilar Bayona, Institución Fernando el Católico, 1982.
- Estudios sobre Mahler, Madrid : Rialp, 1983.
- Las reinas de España y la música, [Bilbao]: Banco de Bilbao, [1984]
- Escrito de noche (1985)
- Vida y obra de Franz Liszt, Madrid: Espasa-Calpe, 1986.
- Vida y obra de Manuel de Falla. Madrid: Turner, 1988.
- Ed. de Correspondencia Gerardo Diego - Manuel de Falla [Santander]: Fundación Marcelino Botín, 1988.
- Poetas y novelistas ante la música Madrid: Espasa Calpe, 1989
- Chillida íntimo Madrid : Real Academia de Bellas Artes de San Fernando, 1991.

## Alumnes
- José Luis García del Busto
- José Luis Temes